# Adwoa Aboah
Adwoa Caitlin Maria Aboah, née le 18 mai 1992 à Westminster, Angleterre, est un mannequin britannique.

## Jeunesse
Adwoa Aboah est née à Westminster, en Angleterre. Ses parents sont Charles Aboah et Camilla Lowther. La famille Lowther, fait partie de la noblesse britannique. L'arrière-grand-père maternel d'Adwoa Aboah était Anthony Lowther, vicomte Lowther. Son père est né et a grandi au Ghana puis a émigré en Angleterre. Adwoa signifie «né le lundi» car elle est née un lundi.  
Les deux parents d'Adwoa Aboah sont impliqués dans l'industrie de la mode, sa mère est  photographe tandis que son père est agent de repérage,,. Camilla Lowther a en effet créé l'entreprise CLM, renommée dans le monde de la photographie et de la mode. Sa sœur, Kesewa, est aussi mannequin. Éduquée à Millfield, Adwoa Aboah obtient ensuite son baccalauréat en art dramatique moderne à l'Université Brunel en 2013.

## Carrière
Adwoa Aboah pose pour Calvin Klein, Fendi, DKNY, Alexander Wang, Theory, H & M, Aldo, Versus, Topshop, Fenty x Puma, Kenzo, Simone Rocha et Erdem, entre autres,,,. 
Adowa Aboah a une organisation pour les jeunes femmes appelée Gurls Talk,. 
Elle joue le rôle de Lia dans l'adaptation hollywoodienne du manga japonais Ghost in the Shell en 2017.  
En novembre 2017, sur l'impulsion d'Edward Enninful qui prône plus de diversité pour le magazine, elle apparait en couverture du British Vogue,. Elle fait également la couverture de Vogue Amérique, Vogue Italie, Vogue Pologne et iD,,. En 2017, le secteur de la mode l'élue « Modèle de l'année » pour le site models.com. 
Elle figure dans une publicité en 2018 pour le fond de teint Revlon PhotoReady Insta-Filter™. Adwoa Aboah a été nommée «femme de l'année» par le magazine GQ britannique en 2017.  
Elle est présente en 2018 sur la liste des 50 mannequins féminins de models.com.
En 2019, elle est sélectionnée avec 15 autres personnes pour figurer sur la couverture du magazine British Vogue avec comme rédactrice Meghan Markle. Adwoa Aboah contribue à la rédaction pour le même magazine. 

## Vie privée
Adwoa Aboah a souffert de dépression, de toxicomanie et est maintenant sobre,. Elle s'est auto-traitée avec des médicaments dès son plus jeune âge en raison de la dépression. Elle a tenté de se suicider en faisant une surdose en 2015 dans un centre de réadaptation à Londres, ce qui a entraîné un coma de quatre jours avant qu'elle ne soit rétablie dans un hôpital psychiatrique.  